# 速度金属
速度金属（Speed metal）是属于重金属音乐之一分支，它最早可以追溯到1980年代初。Allmusic资料库称速度金属特点为“极其地迅速、具研磨性、而且对技术有很高的要求”，并且认为速度金属在诞生后逐渐降慢速度，而演化为鞭挞金属。

### 代表樂團
萬聖節樂團、龍之動力、超級殺手樂團、伽瑪射線樂團等。